# Phanerolopha phaeobaphes
Phanerolopha phaeobaphes är en fjärilsart som beskrevs av Turner 1933. Phanerolopha phaeobaphes ingår i släktet Phanerolopha och familjen plattmalar. Inga underarter finns listade i Catalogue of Life.